# Vasco António Barbosa Costa
Vasco António Barbosa da Costa (sinh ngày 8 tháng 8 năm 1991 ở Ponte de Lima, Viana do Castelo) là một cầu thủ bóng đá người Bồ Đào Nha thi đấu cho F.C. Famalicão ở vị trí tiền đạo.